# Tetramorium nodiferum
Tetramorium nodiferum är en myrart som först beskrevs av Carlo Emery 1901.  Tetramorium nodiferum ingår i släktet Tetramorium och familjen myror. Inga underarter finns listade i Catalogue of Life.

## Bildgalleri

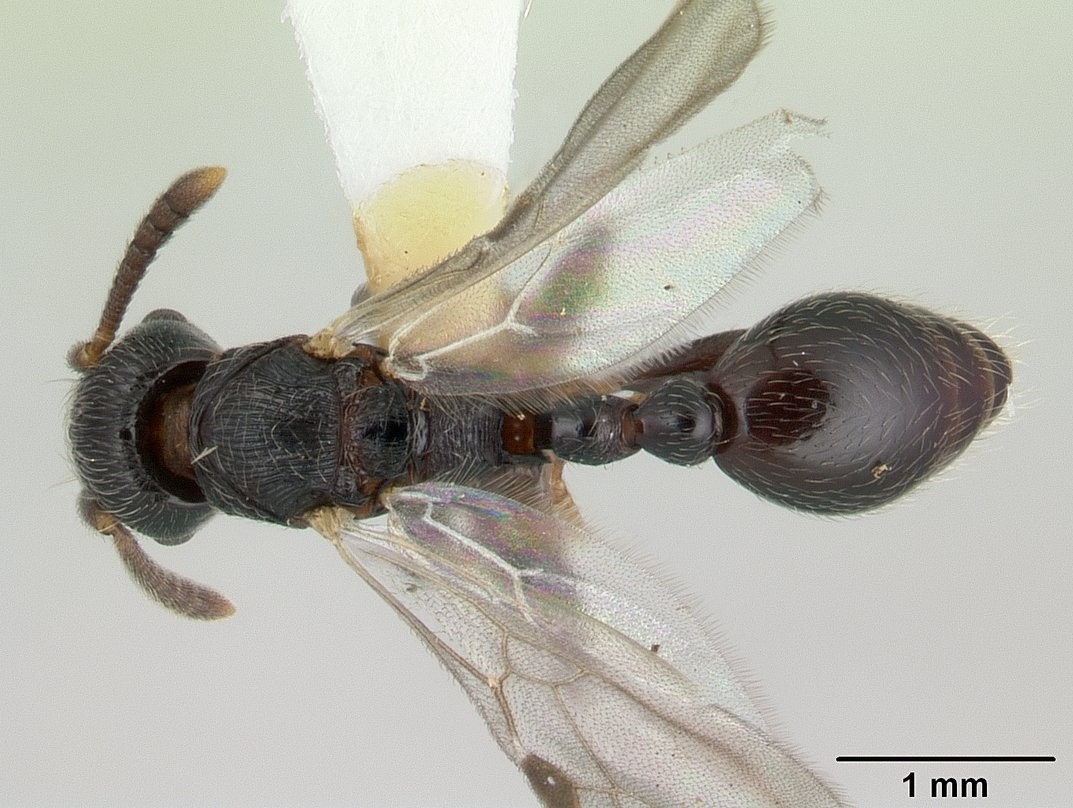
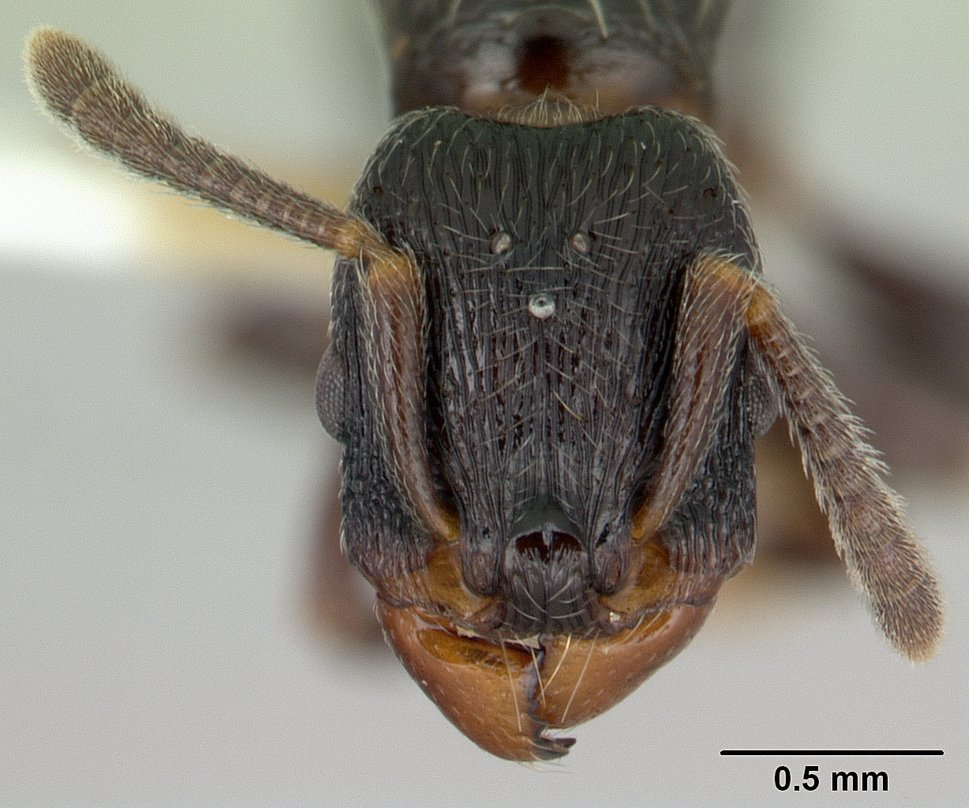
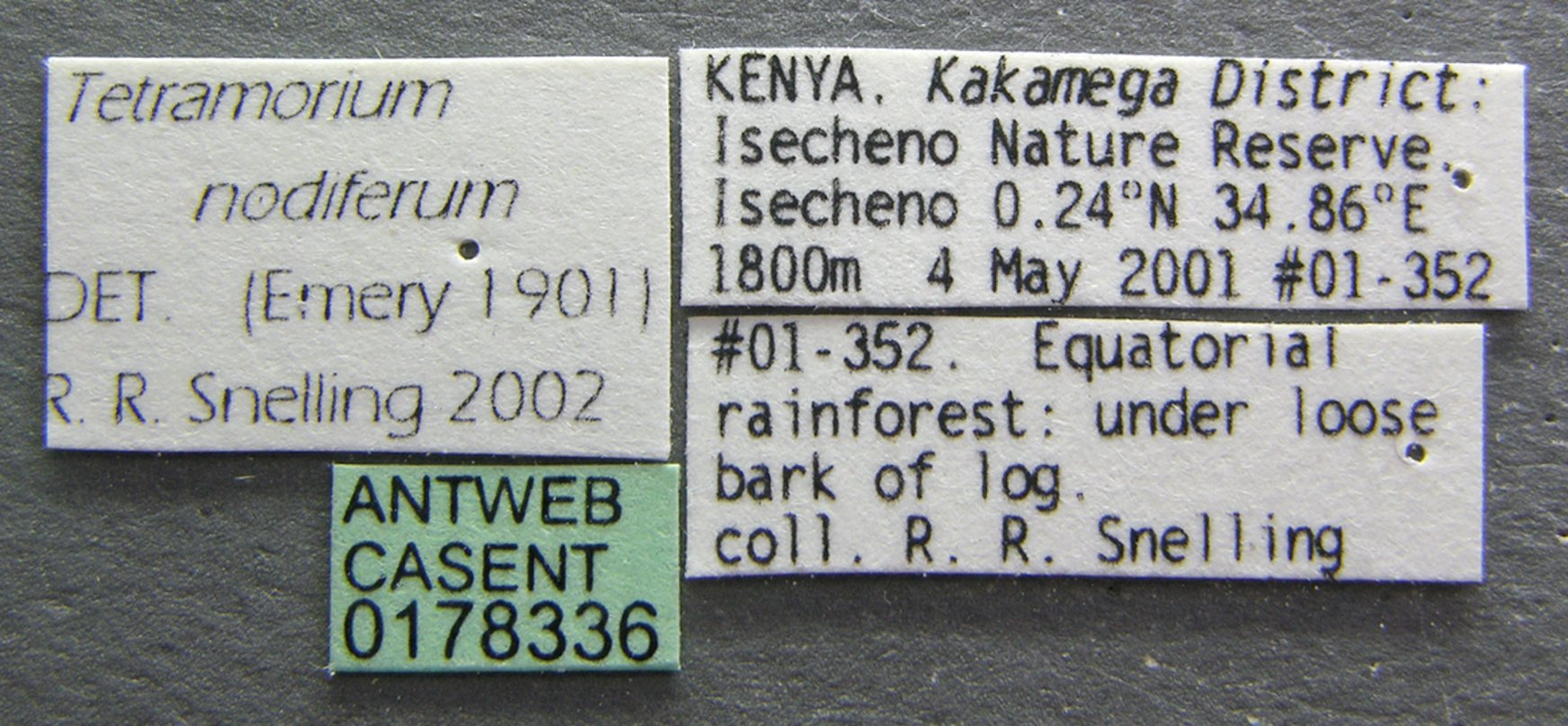
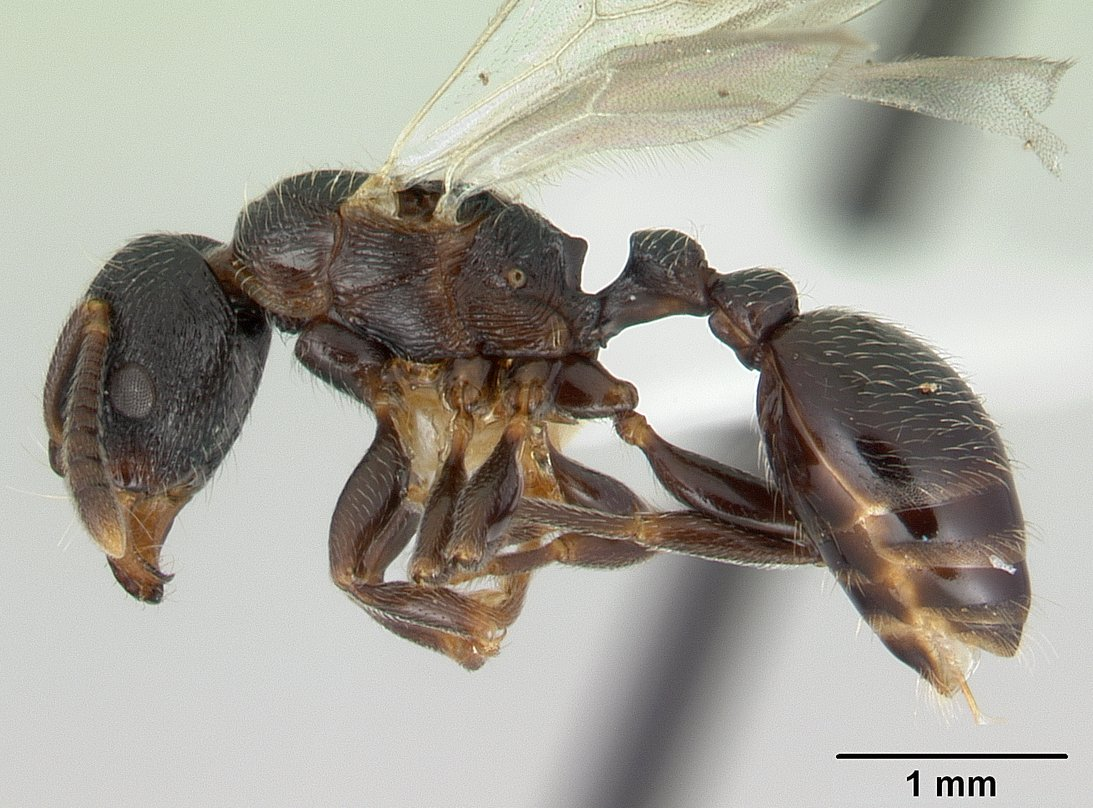
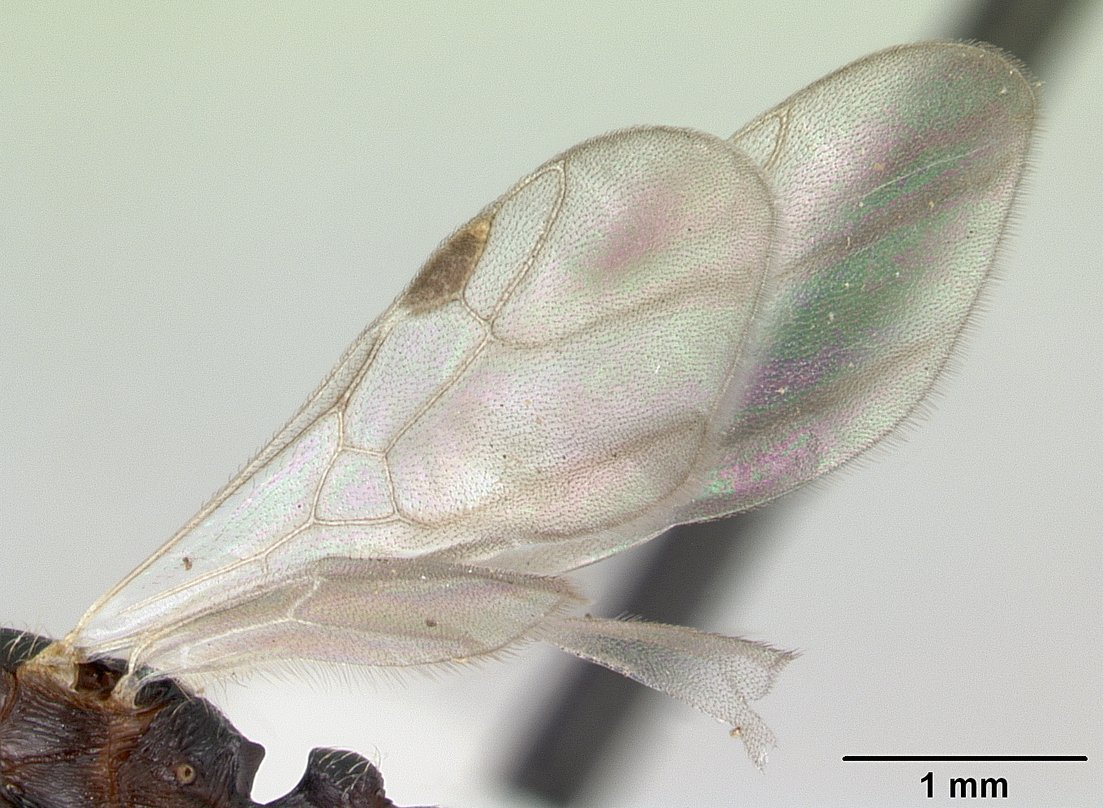
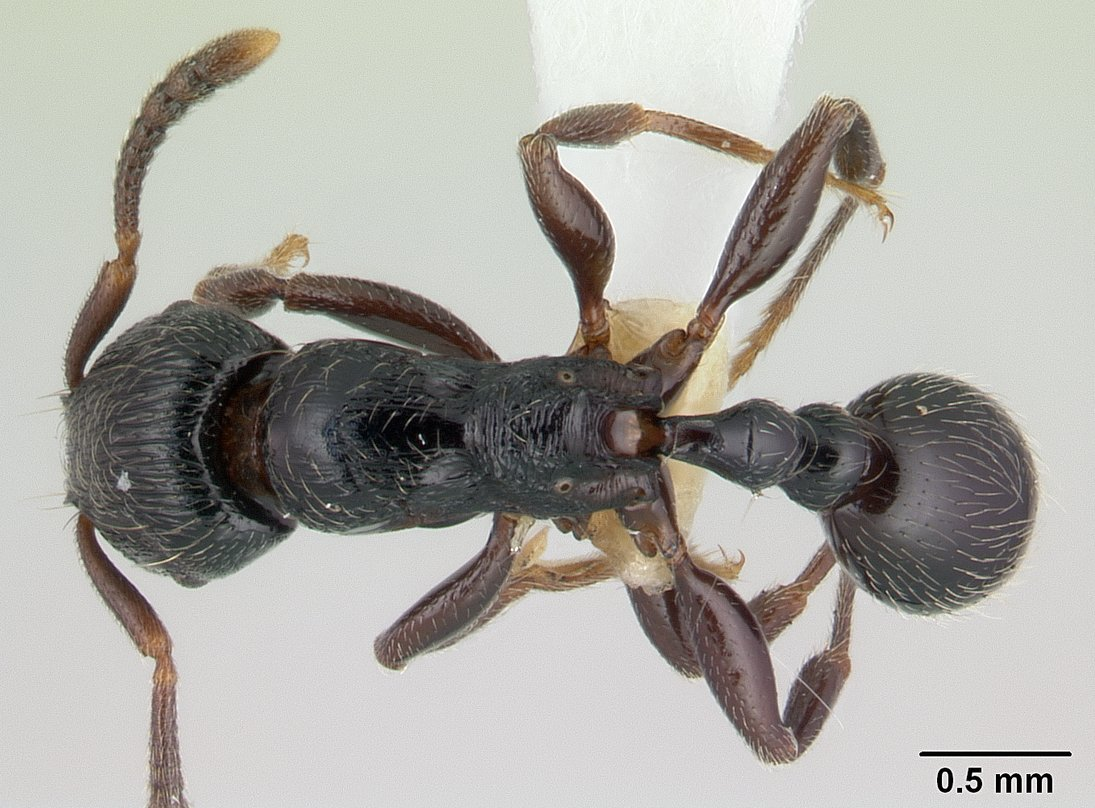